# Campionati italiani di sci alpino 2019
I Campionati italiani di sci alpino 2019 si sono svolti a Cortina d'Ampezzo e Falcade/Passo San Pellegrino dal 21 al 27 marzo. Il programma ha incluso gare di discesa libera, supergigante, slalom gigante, slalom speciale e combinata, tutte sia maschili sia femminili.
Trattandosi di competizioni valide anche ai fini del punteggio FIS, vi hanno partecipato anche sciatori di altre federazioni, senza che questo consentisse loro di concorrere al titolo nazionale italiano. 

## Risultati

### Uomini

#### Discesa libera
| Pos. | Atleta              | Nazione | Tempo   |
| ---- | ------------------- | ------- | ------- |
| 1    | Matteo Marsaglia    | Italia  | 1:26,19 |
| 2    | Christof Innerhofer | Italia  | 1:26,23 |
| 3    | Dominik Paris       | Italia  | 1:26,24 |
| 4    | Henrik von Appen    | Cile    | 1:26,38 |
| 5    | Henri Battilani     | Italia  | 1:27,19 |
| 6    | Mattia Casse        | Italia  | 1:27,21 |
| 7    | Florian Schieder    | Italia  | 1:27,37 |
| 8    | Alexander Prast     | Italia  | 1:27,38 |
| 9    | Olle Sundin         | Svezia  | 1:27,66 |
| 10   | Davide Cazzaniga    | Italia  | 1:27,84 |

Data: giovedì 21 marzo 2019

Località: Cortina d'Ampezzo

Ore: 9.30 (UTC+1)

Pista: Vertigine

Partenza: 2 260 m s.l.m.

Arrivo: 1 560 m s.l.m.

Dislivello: 700 m

Tracciatore: Raimund Plancker

#### Supergigante
| Pos. | Atleta              | Nazione | Tempo   |
| ---- | ------------------- | ------- | ------- |
| 1    | Matteo Marsaglia    | Italia  | 1:20,29 |
| 2    | Mattias Rönngren    | Svezia  | 1:20,66 |
| 3    | Mattia Casse        | Italia  | 1:20,92 |
| 3    | Dominik Paris       | Italia  | 1:20,92 |
| 5    | Henrik von Appen    | Cile    | 1:21,16 |
| 6    | Florian Schieder    | Italia  | 1:21,38 |
| 7    | Davide Cazzaniga    | Italia  | 1:21,39 |
| 8    | Matteo De Vettori   | Italia  | 1:21,55 |
| 9    | Luca De Aliprandini | Italia  | 1:21,91 |
| 10   | Alexander Prast     | Italia  | 1:22,07 |

Data: venerdì 22 marzo 2019

Località: Cortina d'Ampezzo

Ore: 9.30 (UTC+1)

Pista: Vertigine

Partenza: 2 180 m s.l.m.

Arrivo: 1 560 m s.l.m.

Dislivello: 620 m

Tracciatore: Lorenzo Galli

#### Slalom gigante
| Pos. | Atleta              | Nazione | Tempo   |
| ---- | ------------------- | ------- | ------- |
| 1    | Roland Leitinger    | Austria | 2:25,43 |
| 2    | Hannes Zingerle     | Italia  | 2:26,52 |
| 3    | Alex Hofer          | Italia  | 2:27,09 |
| 4    | Simon Maurberger    | Italia  | 2:27,47 |
| 5    | Giovanni Borsotti   | Italia  | 2:27,70 |
| 6    | Andrea Ballerin     | Italia  | 2:27,73 |
| 7    | Luca De Aliprandini | Italia  | 2:27,97 |
| 8    | Stefano Baruffaldi  | Italia  | 2:28,15 |
| 9    | Giovanni Franzoni   | Italia  | 2:28,35 |
| 10   | Federico Liberatore | Italia  | 2:28,55 |

Data: domenica 24 marzo 2019

Località: Cortina d'Ampezzo

1ª manche:

Ore: 9.00 (UTC+1)

Pista: Vertigine

Partenza: 1 940 m s.l.m.

Arrivo: 1 560 m s.l.m.

Dislivello: 380 m

Tracciatore: Alessandro Serra

2ª manche:

Ore: 12.00 (UTC+1)

Pista: Vertigine

Partenza: 1 940 m s.l.m.

Arrivo: 1 560 m s.l.m.

Dislivello: 380 m

Tracciatore: Roberto Saracco

#### Slalom speciale
| Pos. | Atleta               | Nazione | Tempo   |
| ---- | -------------------- | ------- | ------- |
| 1    | Pietro Canzio        | Italia  | 1:31,27 |
| 2    | Fabian Bacher        | Italia  | 1:31,55 |
| 3    | Hans Vaccari         | Italia  | 1:31,61 |
| 4    | Andrea Ballerin      | Italia  | 1:31,93 |
| 5    | Francesco Gori       | Italia  | 1:31,94 |
| 6    | Federico Liberatore  | Italia  | 1:32,58 |
| 7    | Pietro Franceschetti | Italia  | 1:33,16 |
| 8    | Roberto Nani         | Italia  | 1:33,49 |
| 9    | Stefano Baruffaldi   | Italia  | 1:33,55 |
| 10   | Riccardo Allegrini   | Italia  | 1:33,62 |

Data: sabato 23 marzo 2019

Località: Cortina d'Ampezzo

1ª manche:

Ore: 8.45 (UTC+1)

Pista: Druscié A

Partenza: 1 676 m s.l.m.

Arrivo: 1 486 m s.l.m.

Dislivello: 190 m

Tracciatore: Stefano Costazza

2ª manche:

Ore: 11.30 (UTC+1)

Pista: Druscié A

Partenza: 1 676 m s.l.m.

Arrivo: 1 486 m s.l.m.

Dislivello: 190 m

Tracciatore: Simone Stiletto

#### Combinata
| Pos. | Atleta              | Nazione | Tempo   |
| ---- | ------------------- | ------- | ------- |
| 1    | Christof Innerhofer | Italia  | 2:04,09 |
| 2    | Alexander Prast     | Italia  | 2:04,64 |
| 3    | Florian Schieder    | Italia  | 2:04,80 |
| 4    | Mattia Casse        | Italia  | 2:04,84 |
| 5    | Henri Battilani     | Italia  | 2:05,60 |
| 6    | Mattias Rönngren    | Svezia  | 2:05,90 |
| 7    | Henrik von Appen    | Cile    | 2:06,05 |
| 8    | Nicolò Molteni      | Italia  | 2:06,16 |
| 9    | Matteo Franzoso     | Italia  | 2:06,29 |
| 10   | Luca De Aliprandini | Italia  | 2:06,34 |

Data: giovedì 21 marzo 2019

Località: Cortina d'Ampezzo

1ª manche:

Ore: 9.00 (UTC+1)

Pista: Vertigine

Partenza: 2 260 m s.l.m.

Arrivo: 1 560 m s.l.m.

Dislivello: 700 m

Tracciatore: Raimund Plancker

2ª manche:

Ore: 12.30 (UTC+1)

Pista: 

Partenza: 

Arrivo: 

Dislivello: 

Tracciatore: Massimo Carca

### Donne

#### Discesa libera
| Pos. | Atleta              | Nazione | Tempo   |
| ---- | ------------------- | ------- | ------- |
| 1    | Nadia Fanchini      | Italia  | 1:14,47 |
| 2    | Nicol Delago        | Italia  | 1:15,52 |
| 3    | Sofia Goggia        | Italia  | 1:15,61 |
| 4    | Elena Curtoni       | Italia  | 1:15,64 |
| 5    | Nadia Delago        | Italia  | 1:15,89 |
| 6    | Anna Hofer          | Italia  | 1:15,91 |
| 7    | Francesca Marsaglia | Italia  | 1:15,94 |
| 8    | Marta Bassino       | Italia  | 1:16,01 |
| 9    | Sofia Pizzato       | Italia  | 1:16,04 |
| 9    | Monica Zanoner      | Italia  | 1:16,04 |

Data: martedì 26 marzo 2019

Località: Falcade/Passo San Pellegrino

Ore: 

Pista: 

Partenza: 2 510 m s.l.m.

Arrivo: 1 880 m s.l.m.

Dislivello: 630 m

Tracciatore: Giovanni Feltrin

#### Supergigante
| Pos. | Atleta                  | Nazione | Tempo   |
| ---- | ----------------------- | ------- | ------- |
| 1    | Nadia Fanchini          | Italia  | 1:21,86 |
| 2    | Sofia Goggia            | Italia  | 1:22,57 |
| 3    | Marta Bassino           | Italia  | 1:23,27 |
| 4    | Nicol Delago            | Italia  | 1:24,05 |
| 5    | Nadia Delago            | Italia  | 1:24,17 |
| 6    | Francesca Marsaglia     | Italia  | 1:24,33 |
| 7    | Valentina Cillara Rossi | Italia  | 1:24,34 |
| 8    | Anna Hofer              | Italia  | 1:24,46 |
| 9    | Sofia Pizzato           | Italia  | 1:24,59 |
| 10   | Elena Curtoni           | Italia  | 1:24,70 |

Data: mercoledì 27 marzo 2019

Località: Falcade/Passo San Pellegrino

Ore: 

Pista: 

Partenza: 2 510 m s.l.m.

Arrivo: 1 880 m s.l.m.

Dislivello: 630 m

Tracciatore: Giovanni Feltrin

#### Slalom gigante
| Pos. | Atleta                      | Nazione | Tempo   |
| ---- | --------------------------- | ------- | ------- |
| 1    | Marta Bassino               | Italia  | 2:36,72 |
| 2    | Federica Brignone           | Italia  | 2:37,68 |
| 3    | Luisa Matilde Maria Bertani | Italia  | 2:38,77 |
| 4    | Karoline Pichler            | Italia  | 2:38,98 |
| 5    | Elisa Platino               | Italia  | 2:40,33 |
| 6    | Anna Hofer                  | Italia  | 2:40,52 |
| 7    | Sofia Pizzato               | Italia  | 2:40,73 |
| 8    | Laura Steinmaier            | Italia  | 2:41,62 |
| 9    | Martina Peterlini           | Italia  | 2:41,77 |
| 10   | Elena Sandulli              | Italia  | 2:41,89 |

Data: sabato 23 marzo 2019

Località: Cortina d'Ampezzo

1ª manche:

Ore: 8.00 (UTC+1)

Pista: Vertigine

Partenza: 1 945 m s.l.m.

Arrivo: 1 560 m s.l.m.

Dislivello: 385 m

Tracciatore: Heini Pfitscher

2ª manche:

Ore: 11.00 (UTC+1)

Pista: Vertigine

Partenza: 1 945 m s.l.m.

Arrivo: 1 560 m s.l.m.

Dislivello: 385 m

Tracciatore: Gianluca Rulfi

#### Slalom speciale
| Pos. | Atleta                  | Nazione | Tempo   |
| ---- | ----------------------- | ------- | ------- |
| 1    | Vera Tschurtschenthaler | Italia  | 1:35,38 |
| 2    | Lara Della Mea          | Italia  | 1:36,32 |
| 3    | Chiara Costazza         | Italia  | 1:36,61 |
| 4    | Petra Unterholzner      | Italia  | 1:36,88 |
| 5    | Michaela Dygruber       | Austria | 1:37,21 |
| 6    | Serena Viviani          | Italia  | 1:37,33 |
| 7    | Martina Peterlini       | Italia  | 1:37,47 |
| 8    | Michela Azzola          | Italia  | 1:37,64 |
| 9    | Petra Smaldore          | Italia  | 1:38,82 |
| 10   | Marika Mascherona       | Italia  | 1:39,42 |

Data: venerdì 22 marzo 2019

Località: Cortina d'Ampezzo

1ª manche:

Ore: 9.00 (UTC+1)

Pista: Druscié A

Partenza: 1 676 m s.l.m.

Arrivo: 1 486 m s.l.m.

Dislivello: 190 m

Tracciatore: Luca Liore

2ª manche:

Ore: 11.30 (UTC+1)

Pista: Druscié A

Partenza: 1 676 m s.l.m.

Arrivo: 1 486 m s.l.m.

Dislivello: 190 m

Tracciatore: Angelo Weiss

#### Combinata
| Pos. | Atleta                | Nazione | Tempo   |
| ---- | --------------------- | ------- | ------- |
| 1    | Marta Bassino         | Italia  | 2:09,36 |
| 2    | Sofia Pizzato         | Italia  | 2:10,59 |
| 3    | Nicol Delago          | Italia  | 2:10,76 |
| 4    | Sara Allemand         | Italia  | 2:11,33 |
| 5    | Nadia Delago          | Italia  | 2:11,37 |
| 6    | Jole Galli            | Italia  | 2:11,70 |
| 7    | Giulia Paventa        | Italia  | 2:12,39 |
| 8    | Andrea Craievich      | Italia  | 2:12,71 |
| 9    | Elisa Platino         | Italia  | 2:12,99 |
| 10   | Nicole Nogler Kostner | Italia  | 2:13,21 |

Data: giovedì 21 marzo 2019

Località: Falcade/Passo San Pellegrino

1ª manche:

Ore: 

Pista: 

Partenza: 

Arrivo: 

Dislivello: 

Tracciatore: Giovanni Feltrin

2ª manche:

Ore: 

Pista: 

Partenza: 1 950 m s.l.m.

Arrivo: 1 790 m s.l.m.

Dislivello: 160 m

Tracciatore: Giovanni Feltrin